# グスタフ・ヴァリス

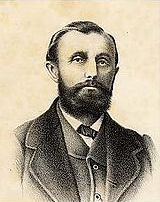
Gustav Wallis

グスタフ・ヴァリス（Gustav Wallis、1830年5月1日 – 1878年6月20日）は、ドイツ生まれのプラントハンターである。1000種以上の植物をヨーロッパにもたらした。

## 生涯
ハノーファー王国リューネブルク（現ニーダーザクセン州）に生まれた。6歳になるまで話すことができず、一生を通じて言語障害に苦しめられた。父親が死に、母親の故郷のデトモルトに移って、学校に入り、まわりの山や森で自然や植物への愛情を育てた。16歳の時に金細工師の見習いとなったがその仕事を嫌い、デトモルトの庭師の見習いとなった。見習いの期間が終わると、ミュンヘンで職を得て、ミュンヘンからアルプスをしばしば訪れ、植物採集を行った。1856年に南ブラジルに渡り、ドイツ資本の園芸商を設立するが、親会社の倒産によって閉鎖を余儀なくされて、無一文になった。
1858年にベルギーの植物学者でランの専門家のジャン・ランダン（Jean Linden）の経営するブリュッセルの会社、L’Horticulture Internationaleとプラントハンターとして働く契約を結び、アマゾン川の河口からその支流までの全域の危険な採集の旅を行った。1866年にカトレア・エルドラド（Cattleya eldorado）と命名することになる新種のランを発見した。ランデンに多くの植物を送り、翌年に開花した700以上の新種の植物はパリで展示された。1870年にヴィーチ商会と契約し、フィリピンに胡蝶蘭の種の採集のために派遣された。 Paphiopedilum argus、Paphiopedilum haynaldianum、Dendrobium amethystoglossum、Lilium philippinenseなどを発見し、イギリスに送ったが、費用がかかりすぎることから、イギリスに呼び戻された。
1872年12月にかつて探検したコロンビアに派遣され、1874年にアンスリウム属(Anthurium)の2種、A. veitchiiとA. warocqueanumやランなどの多くの発見をして戻った。
1874年まででヴィーチ商会との契約は終わり、その後は自らの経費で南アフリカの植物の収集を続けた。1875年に南米大陸の北西部の地域の探検が最後の旅となった。コロンビアでZamia wallisiiを発見したが、そのサンプルは失われた。パナマで、重い黄熱病とマラリアにかかり一旦は回復し仕事に戻るが、再び病気となり、1878年3月24日にエクアドルからの手紙が最後の記録となり、プラント・ハンターのEdward Klabochによれば6月20日に病院で没したとされる。

## ヴァリスに献名された種
- Anthurium wallisii
- Batemannia wallisii
- Calathea wallisii
- Dieffenbachia seguine subvar. wallisii
- Dracula wallisii
- Epidendrum wallisii
- Homalomena wallisii
- Houlletia wallisii
- Odontoglossum wallisii
- Spathiphyllum wallisii
- Stenospermation wallisii
- Zamia wallisii